# نقشارة خضراء
نقشارة خضراء (الاسم العلمي: Phylloscopus  nitidus) (بالإنجليزية: Green  Warbler)‏ هو طائر ينتمي إلى (فصيلة: Phylloscopidae).